# Павловское (аэродром)
Павловское — спортивный аэродром (посадочная площадка авиации общего назначения), расположенный в Суздальском районе Владимирской области, в 12 км севернее г. Владимир по Ивановской трассе, в 11 км южнее г. Суздаль, в одноимённом поселке. Аэродром предназначен для базирования и выполнения полётов воздушными судами АОН взлетной массой до 5 тонн и экспериментальной авиации.

## Расположение
Аэродром расположен в Суздальском районе Владимирской области, в 12 км севернее г. Владимир. Находится в открытом поле юго-востока поселка Павловское. Наиболее заметными визуальными ориентирами при подходе к аэродрому являются две сотовые вышки по 80 м, яркие ангары, а также большое водохранилище восточнее ВПП.
Подъезд к аэродрому осуществляется по ивановской трассе на участке (Владимир-Суздаль). 192 км от Москвы по М7. По направлению в Суздаль, перед поселком направо сворачивает дорога с асфальтовым покрытием протяженностью 500 метров до самых ворот объекта.
В непосредственной близости к аэродрому, расположен туристический комплекс в старо-русском стиле.

## Основные данные
В соответствии с системой классификации аэродромов в России аэродром является посадочной площадкой (может быть условно отнесён к классу E).
Аэродром оснащен ВПП с асфальтовым покрытием размерами 400×20 м Аэродром работает в светлое время суток, в простых метеоусловиях, круглогодично (без перерывов в межсезонный период). Оборудован специально-оснащенными вертолетными площадками.
| Характеристика            | Значение                           |
| ------------------------- | ---------------------------------- |
| Координаты КТА            | 56°18′38″ с. ш. 040°28′54″ в. д.   |
| Магнитное склонение       | +11.0° (2012 г.)                   |
| Магнитный посадочный курс | 186°(круг левый)/006°(круг правый) |
| Позывной                  | Павловское-старт                   |
| Частота, МГц              | 133,400                            |
| Метеорологический минимум | 250×2000 м                         |

Примечание: все высоты приведены по давлению аэродрома (QFE), см. Эшелон, Эшелонирование.

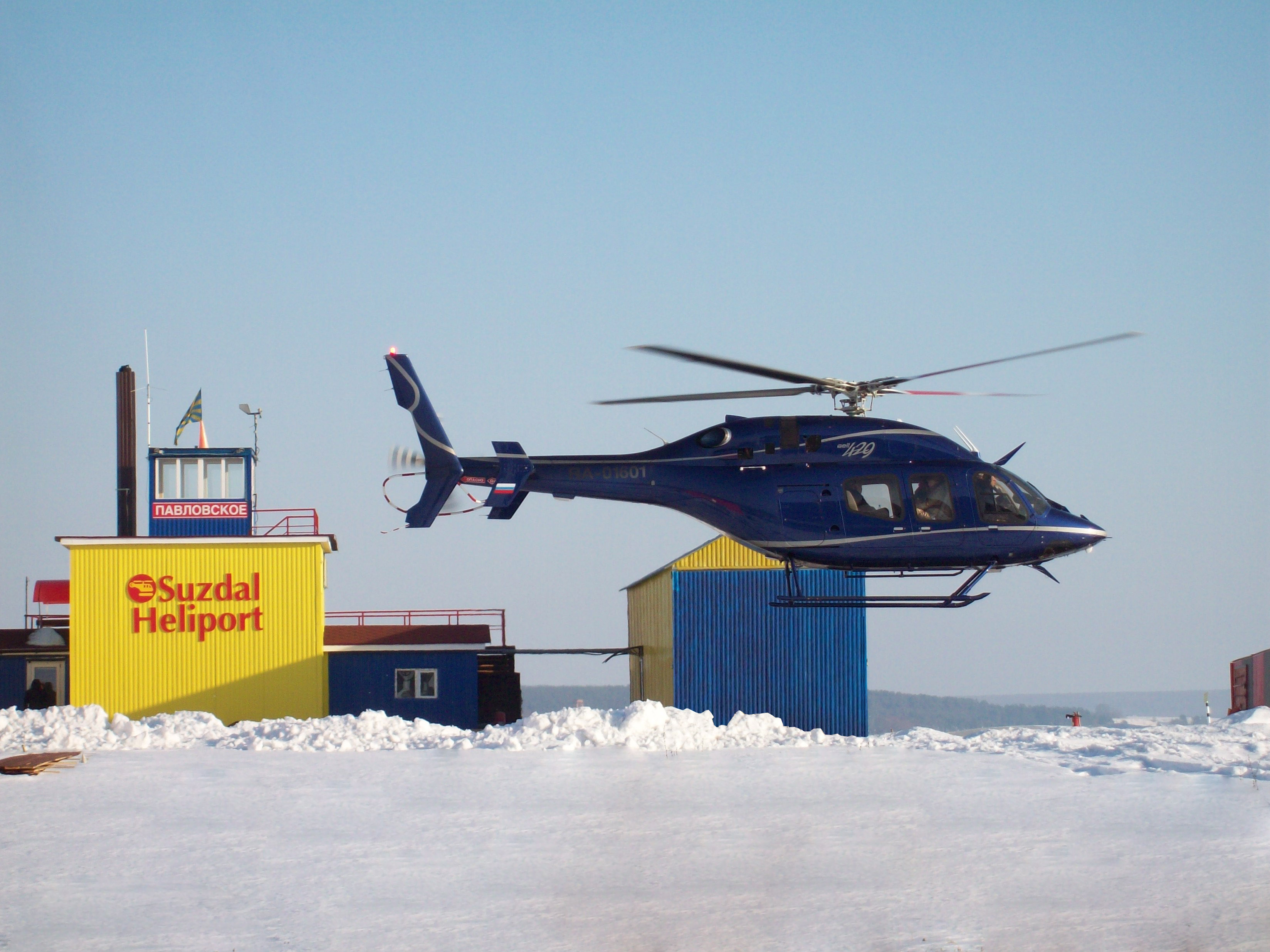
Здание аэродрома Павловское 2014 год

## История
2011г. Группой владимирских энтузиастов было принято решение о создании частной некоммерческой
посадочной площадки в непосредственной близости от известного города-музея Суздаль, чтобы позволить туристам не только приезжать, но и комфортно прилетать на частных воздушных судах. В течение трех месяцев инициативной группой производился поиск места для размещения посадочной площадки с максимально удобным географическим положением и
высокой степенью безопасности полетов. Был выбран основной вариант стратегии - предполагающий капитальное восстановление одной из многочисленных заброшенных «сельскохозяйственных» асфальтобетонных ВПП. В конечном итоге решено восстановить заброшенную
площадку на окраине села Павловское, так как это поселок оптимально находится посредине участка дороги Владимир-Суздаль. Определён бюджет и состав участников проекта. Начат процесс выкупа земельных участков под будущий аэродромный комплекс.
2012г. Производится восстановление 400-метровой ВПП и постройка минимально необходимой инфраструктуры для начала эксплуатации площадки.
2013г. Площадка обрела все необходимое оснащение
для безопасной, круглогодичной работы. Запущен Вертолетный сектор. Установлена
охранная система. Видеонаблюдение. Получена вся необходимая документация. Выделена собственная радиочастота. Принимаются все типы легких воздушных судов.
2014г. Завершено строительство основных ангаров, функционирует уютное здание аэроклуба, выполняются непрерывные работы по благоустройству. Площадка активно принимает не только частные легкие воздушные суда, но и сотрудничает с известными вертолетными компаниями.
2024г. По предварительным данным 19 мая 2024 года, около 14:45, в районе аэродрома Павловское, расположенного в Суздальском районе Владимирской области, упал самодельный одноместный самолёт. В результате инцидента погиб Игорь Буевич, местный житель 1961 года рождения, руководитель аэроклуба. На место происшествия выезжал заместитель Владимирского транспортного прокурора и следственно-оперативная группа Отдела МВД России по Суздальскому району. Транспортная прокуратура проверит обстоятельства, при наличии оснований примет меры прокурорского реагирования.
ПМТУ Ространснадзора по ЦФО провело ряд мероприятий в рамках постоянного рейда в связи с происшествием на территории села Павловское Суздальского района Владимирской области, в котором погиб Игорь Буевич - конструктор самодельного самолета. На посадочной площадке Павловское сотрудниками Госавианадзора МТУ Ространснадзора по ЦФО проведен постоянный рейд. В ходе мероприятия осмотрено 3 воздушных судна, установлены их несоответствия Воздушному законодательству. В отношении воздушных судов введены запреты на эксплуатацию. Также проверена посадочная площадка. Выявлен ряд нарушений и несоответствий Федеральным авиационным правилам № 69 «Требования к посадочным площадкам, расположенным на участке земли или акватории», что влечет введение запрета на эксплуатацию в отношении посадочной площадки. Помимо мер ограничительного характера возбуждены административные расследования  по  ст. 11.5 и ст. 11.16 КоАП Российской Федерации.

## Воздушные суда
самолёты:
Ан-2, Як-18Т,Птенец-2  ,Аэропракт A-22  ,
LET L-13 Бланик, Piper Cub, Piper Arrow,Cessna 172,Cessna 182,
ARGO, SportStar,Dimona, Beechcraft Sierra;
Вертолеты:
Robinson R44, Bell 206 и прочие
Экспериментальные ЕЭВС.